# Coccobius ceroplastidis
Coccobius ceroplastidis är en stekelart som först beskrevs av Agarwal 1964.  Coccobius ceroplastidis ingår i släktet Coccobius och familjen växtlussteklar. Inga underarter finns listade i Catalogue of Life.